# Rohaniella pygmaea
Rohaniella pygmaea är en fjärilsart som beskrevs av J. Peter Maassen och Gustav Weymer 1886. Rohaniella pygmaea ingår i släktet Rohaniella och familjen påfågelsspinnare. Inga underarter finns listade.

## Bildgalleri

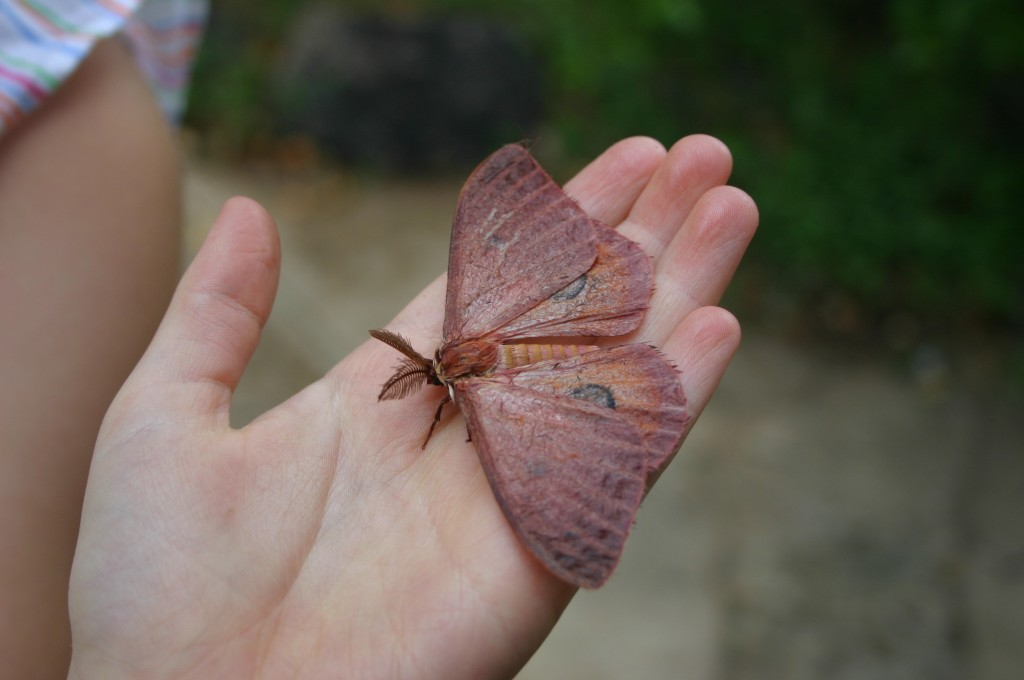